# Lygropia flavinotalis
Lygropia flavinotalis is een vlinder uit de familie van de grasmotten (Crambidae). De wetenschappelijke naam van deze soort is voor het eerst voorgesteld door George Francis Hampson in een publicatie uit 1912. De spanwijdte van het vrouwtje bedraagt 22 millimeter.
Deze soort komt voor in Nigeria.